# Gastfreundschaft
Gastfreundschaft ist Vertrauen, Zuwendung und Dienstbereitschaft, die einem (fremden) Besucher bei seiner Beherbergung, Bewirtung und Unterhaltung entgegengebracht werden.

## Gastfreundschaft in der Ethik und den Religionen

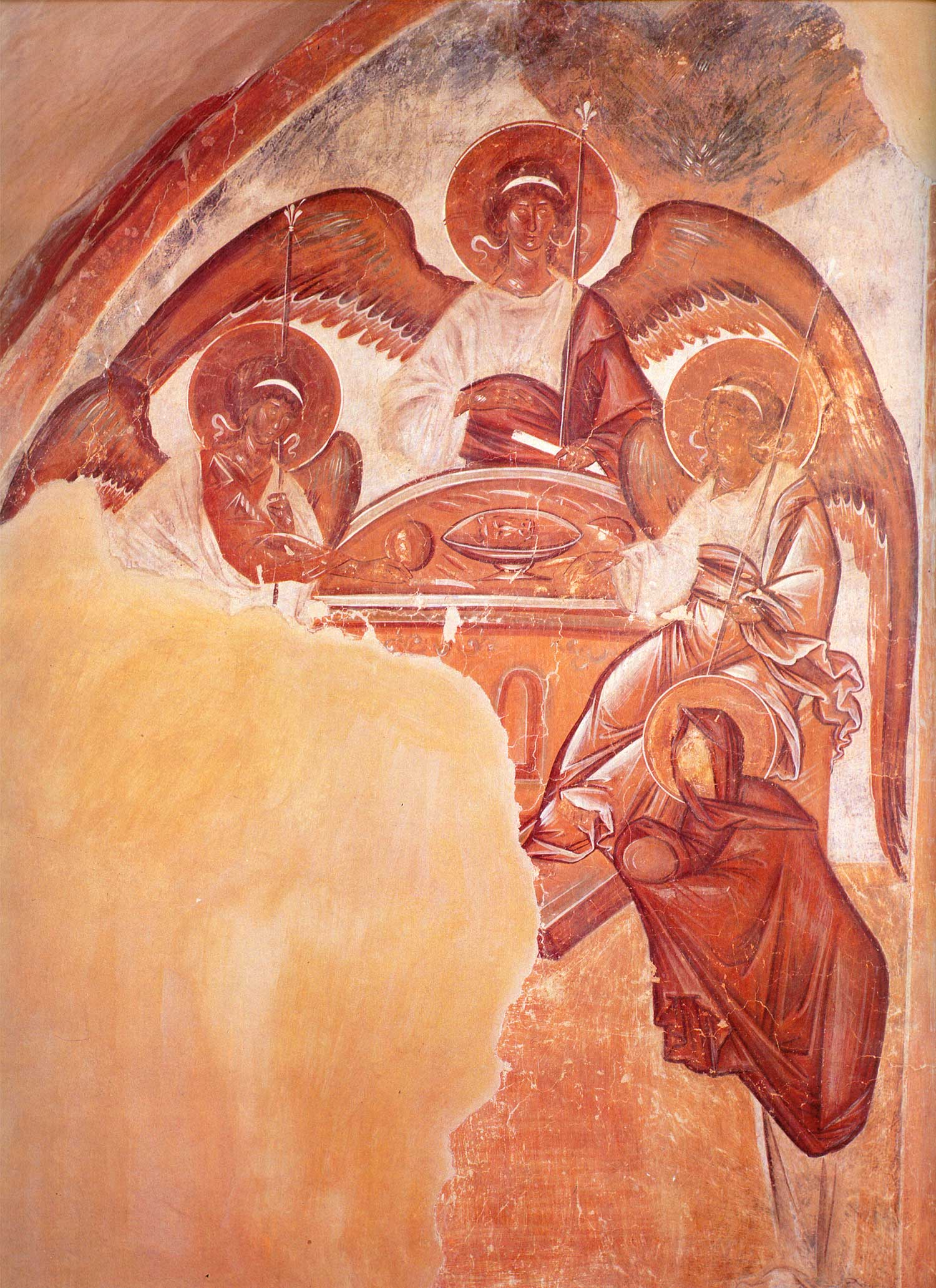
Feofan Grek: Dreifaltigkeitsikone. Abraham bewirtet die drei Fremden

Gastfreundschaft wurzelt in der Religion und zeigt sich in sämtlichen Kulturen als religiös fundierte Praxis. Bereits polytheistische Religionen wahren sie als eine der wichtigsten religiösen Pflichten. Bestimmte Kulturen achten die Gastfreundschaft als hohes Gut, so dass Verletzungen des Gastrechtes und der Pflichten dem Gast gegenüber mit dem Verlust der Ehre einhergehen. Dem Gastgeber obliegt es, den Gast aufzunehmen, ihn mit dem Nötigsten zu versorgen, aber ihn auch im Notfall mit vollem Einsatz zu verteidigen bzw. zu rächen, falls er während seines Gastaufenthaltes Opfer eines Angriffs wird. Oft ist die Dauer eines solchen Aufenthalts genau festgeschrieben. Bei nomadischen Völkern in Vorderasien betrug sie drei Tage und vier Stunden; der Gast gehörte während dieser Zeit praktisch zum Stamm.
Die Aborigines zelebrieren das Tanderrum als rituelle Aufnahme von Besuchern.
Gastfreundschaft gilt in der Katholischen Kirche als eines der Sieben Werke der Barmherzigkeit. In der Orthodoxen Kirche entwickelte sie sich zu einem eigenständigen liturgischen und künstlerischen Schwerpunkt. Ebenso ist Gastfreundschaft dem Judentum (hebräisch הכנסת אורחים Hachnasat orchim, deutsch ‚das Hereinbringen von Gästen‘) und dem Islam heilig. Eine religiöse Fundierung der Gastfreundschaft konnte in Gesellschaften ohne starke Institutionen und Infrastruktur das Überleben von Reisenden sichern und war damit wichtige Grundlage für jeden Handel und Austausch.
Immanuel Kant spricht von der Hospitalität („Wirtbarkeit“) – dem „Recht eines Fremdlings, seiner Ankunft auf dem Boden eines anderen wegen, von diesem nicht feindselig behandelt zu werden“. Dieser habe nicht ein „Gastrecht“, sondern ein „Besuchsrecht, welches allen Menschen zusteht, sich zur Gesellschaft anzubieten, vermöge des Rechts des gemeinschaftlichen Besitzes der Oberfläche der Erde, auf der, als Kugelfläche, sie sich nicht ins Unendliche zerstreuen können, sondern endlich sich doch neben einander dulden zu müssen, ursprünglich aber niemand an einem Orte der Erde zu sein mehr Recht hat, als der andere.“

### Gastfreundschaft im Judentum

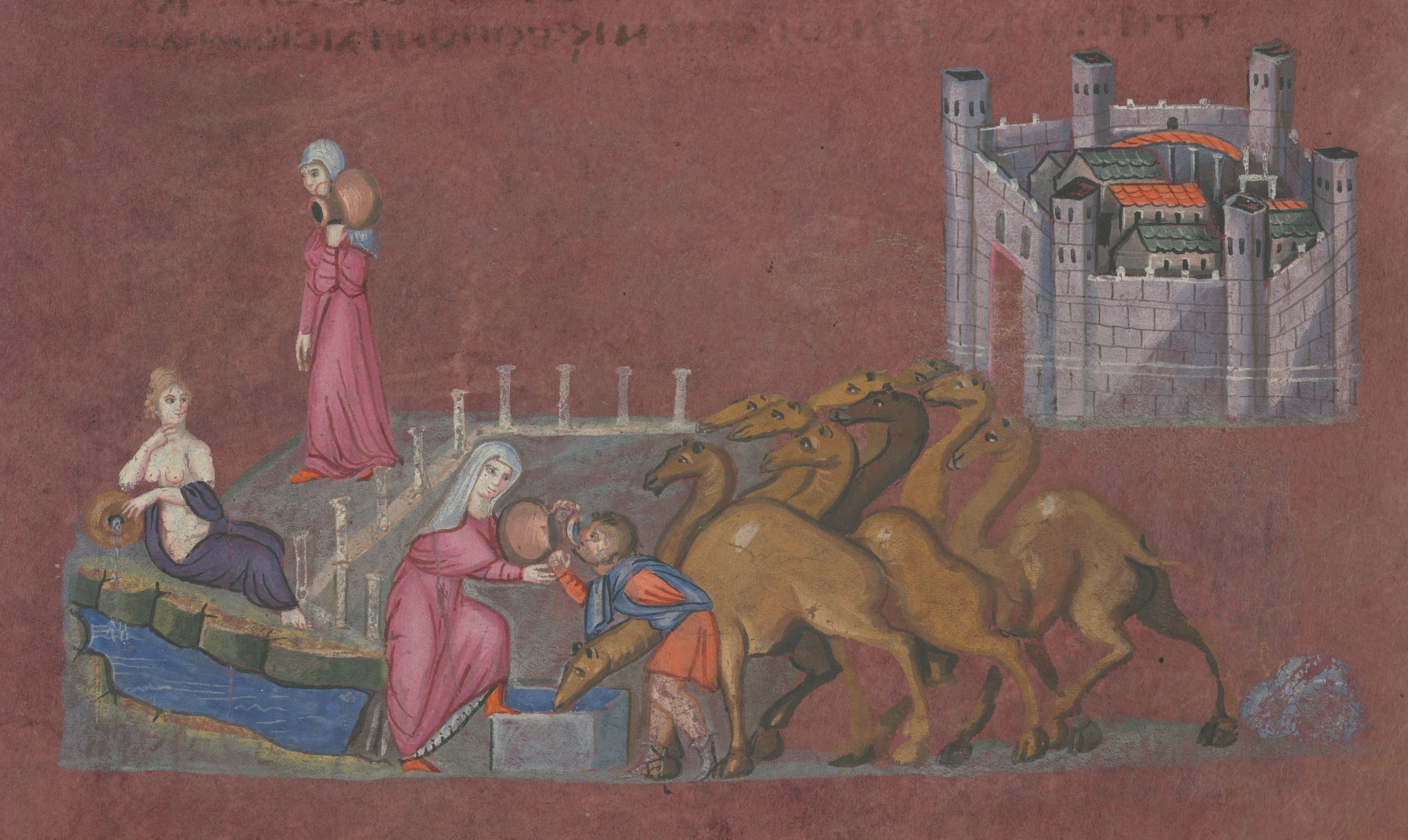
Wiener Genesis, Rebekka und Elieser

Der Tanach (Altes Testament) enthält viele Beispiele der Gastfreundschaft (hebräisch הכנסת אורחים Hachnasat Orchim, deutsch ‚Eingang von Gästen‘ oder ‚Empfang von Gästen‘), diese wurde seit der ältesten Zeit gepflegt (Gen 18 ; Gen 24,17-18 ; Ex 22,20 ; Ri 19,20+21 ; 2 Kön 4,10 ; Hi 31,32 ). Als eigentlich wichtigster Text wird immer wieder Abrahams Gastfreundschaft an den drei Besuchern genannt, der als Vorbild für alle seine Nachkommen gilt, denen es geboten sei, so wie er zu handeln:

„Der Herr erschien Abraham bei den Eichen von Mamre. Abraham saß zur Zeit der Mittagshitze am Zelteingang. Er blickte auf und sah vor sich drei Männer stehen. Als er sie sah, lief er ihnen vom Zelteingang aus entgegen, warf sich zur Erde nieder und sagte: Mein Herr, wenn ich dein Wohlwollen gefunden habe, geh doch an deinem Knecht nicht vorbei! Man wird etwas Wasser holen; dann könnt ihr euch die Füße waschen und euch unter dem Baum ausruhen. Ich will einen Bissen Brot holen und ihr könnt dann nach einer kleinen Stärkung weitergehen; denn deshalb seid ihr doch bei eurem Knecht vorbeigekommen. Sie erwiderten: Tu, wie du gesagt hast.“

In Lev 19,33-34  wird daran erinnert, dass das Volk Israel in Ägypten selbst als Fremde gelebt habe und deshalb den Fremden nun in die Liebe der Gastfreundschaft aufnehmen solle. So wird die Dankbarkeit gegen Gott für die Befreiung aus der Knechtschaft in Ägypten zum eigentlichen Grundmotiv der Gastfreundschaft. Beachtenswert ist in diesem Zusammenhang auch Ex 23,9 . Wenn man diese Beispiele der Gastfreundschaft mit heutigen Beduinenvölkern vergleicht, unter denen die Gastfreundschaft ebenfalls hoch geschätzt wird, dann ist es wahrscheinlich, dass der nomadische Ursprung Israels die Gastfreundschaft zumindest teilweise begünstigt hat. Fremde waren so gut wie rechtlos und vogelfrei, sie wurden in den Schutz der Familie und des Stammes aufgenommen. Gott selbst erscheint schließlich als Vorbild der Gastfreundschaft und als Gastgeber in Ps 23,5+6 .

### Gastfreundschaft im Christentum

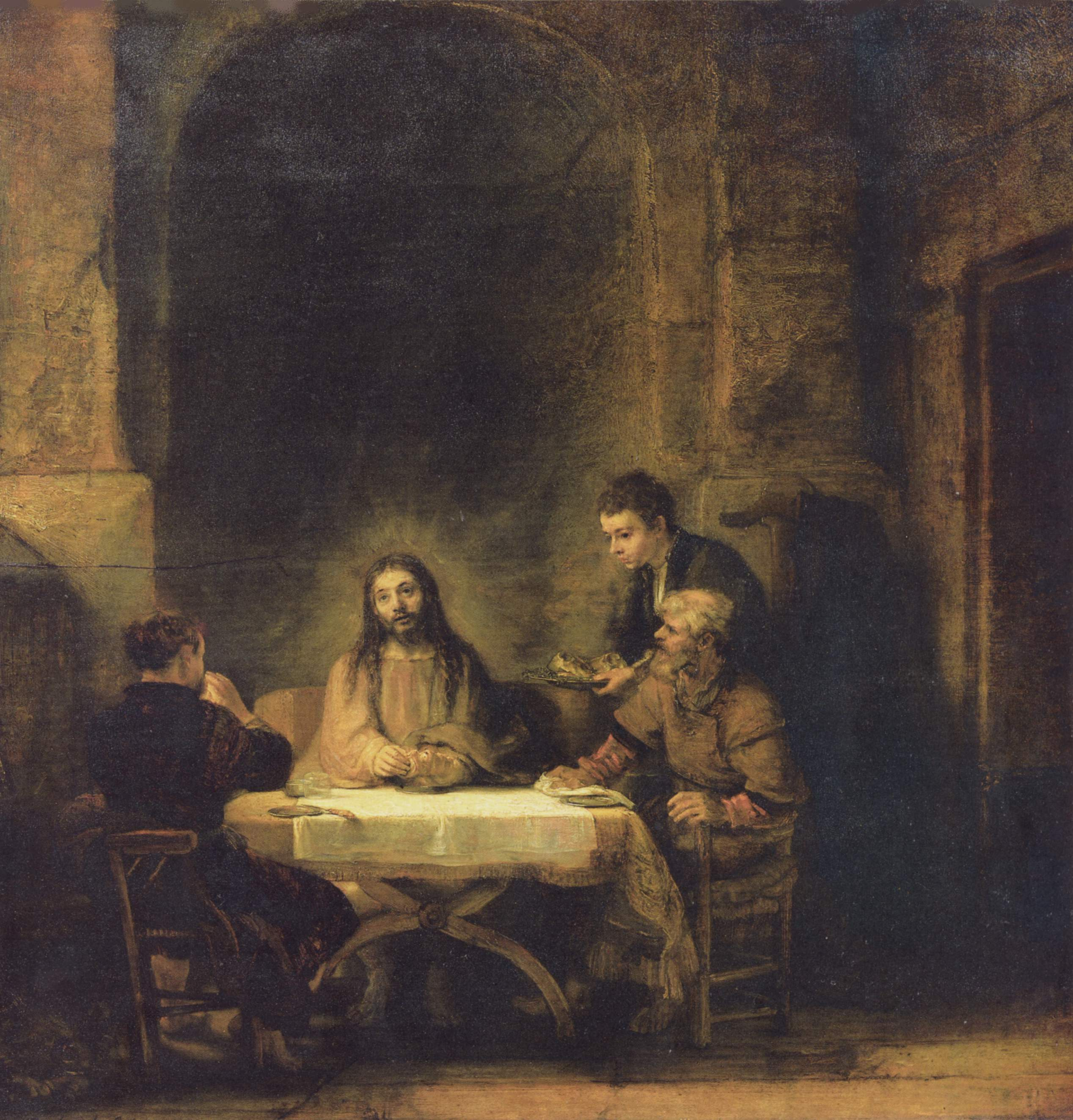
Rembrandt van Rijn: Christus in Emmaus, 1648

Das im Neuen Testament für Gastfreundschaft verwendete griechische Wort lautet φιλοξενία und bedeutet wörtlich „Liebe (zum) Fremden“, „Fremdenliebe“. Zur Gastfreundschaft wird im Neuen Testament immer wieder ermahnt und ermuntert, z. B.:

„Helft den Heiligen, wenn sie in Not sind; gewährt jederzeit Gastfreundschaft!“

„Vergesst die Gastfreundschaft nicht; denn durch sie haben einige, ohne es zu ahnen, Engel beherbergt.“

„Seid untereinander gastfreundlich, ohne zu murren.“

#### Gastfreundschaft zur Zeit des Neuen Testamentes
Die Mahlzeiten in einem ärmeren Haushalt waren eher spärlich und wurden hauptsächlich durch das gemeinsame Abendessen bestimmt. Wenn Gäste kamen, wurden diesen bei den Gastmählern die besten Stücke der Speisen vorgelegt (Gen 43,32 ). Man aß auf dem Boden, man legte sich in der Regel zu Tisch (Mt 26,20 ; Lk 7,36 ; Lk 11,37 ; Lk 22,14 ; Joh 13,12 ). Dem Gast gebührte hier der Ehrenplatz (Lk 14,10 ) und er bekam die besten und ausgesuchtesten Speisen vorgesetzt. Auch hatte jeder sein eigenes Geschirr. Kam ein Gast, wurde er zuerst von einem Bediensteten empfangen (Mt 22,10 ), dann kam der Herr des Hauses, begrüßte ihn, indem er ihm die Hand küsste. Danach veranlasste er, dass dem Gast die Füße gewaschen (Joh 13,5 ) und das Haupt gesalbt (Ps 23,5 ; Mt 6,17 ) wurde. Bei manchen Familien gab es auch ein Gästezimmer.

##### Gastmähler
Bei den sehr verbreiteten Gastmählern (Mk 12,39 ; Mt 23,6 ), wurden z. B. folgende Speisen und Getränke verwendet:

###### Speisen
- Brot
 Es gab als Hauptnahrungsmittel Brot (Mt 15,26 EU; Lk 9,16 EU; Lk 22,19 EU), das aus Weizen, Gerste oder Emmer hergestellt wurde, dazu gab es Butter (Spr 30,33 EU) und Käse (2 Sam 17,29 EU).
- Gemüse
 Als Gemüse wurde Linsen (Hes 9,4 EU), Bohnen (2 Sam 17,28 EU), Knoblauch, Zwiebeln, Lauch (Num 11,5 EU), Gurkengewächse (Jes 1,8 EU; Jer 10,5 EU) und Kapern gegessen.
- Früchte
 Früchte waren auch beliebt, z. B.: Feigen (Lk 13,6 EU), Oliven (Jak 3,12 EU), Datteln (Joel 1,12 EU), Äpfel, Granatäpfel (Hag 2,19 EU), Nüsse (Hld 6,11 EU), Pistazien (Gen 43,11 EU), Rosinen (1 Sam 30,12 EU).
- Gewürze
 Um die Speisen den Gästen schmackhaft zu machen, wurden folgende Gewürze verwandt: Salz (Lk 14,34 EU), Minze, Dill, Kümmel (Mt 23,23 EU), Koriander (Ex 16,31 EU), Safran, Zimt (Offb 18,13 EU), Honig (Mk 1,6 EU).
- Fleisch
 Normalerweise konnte sich die ärmere Bevölkerung Fleisch nicht leisten, wenn Gäste kamen, wurde jedoch, wenn möglich Fleisch (von Schaf, Ziege, Rind, Damhirsch, Gazelle und Steinbock und Fisch (Joh 21,9 EU)) der Mahlzeit hinzugefügt. In reicheren Häusern gab es das Essen häufiger mit Fleisch.

###### Getränke
Es wurden Wasser, Wein (Lk 5,37-39 ; Joh 2,1-10 ), Most (Jes 36,17 ), Milch (1 Kor 9,7  von der Kuh, der Ziege, dem Schaf) getrunken.

#### Gastfreundschaft als „Geistesgabe“
Das Christentum kennt eine „Frucht des Geistes“ (Gal 5,22-23 ), diese besteht aus Liebe, Freude, Friede, Geduld, Freundlichkeit, Güte, Treue, Sanftmut und Keuschheit, die Gott bei Gläubigen wachsen lässt. Teile dieser Frucht befähigen sie dann dazu, Gastfreundschaft auszuüben, so zum Beispiel Freundlichkeit und Güte an einem Gast zu erweisen. Die Liebe steht als die wichtigste Frucht an erster Stelle (1 Kor 13,13 ). Sie wirkt sich in achtfacher Weise aus und wird in 1 Kor 13,4-8  näher beschrieben, ohne sie ist alles andere nichts (1 Kor 13,1-3 ). Gott schenkt also Fähigkeiten, Dinge zu tun, die man ohne seine Hilfe nicht tun könnte. Des Weiteren gibt es außer der Gastfreundschaft auch noch andere Gaben (bzw. Fähigkeiten), die von Gott jedem einzelnen Gläubigen geschenkt werden. Dazu zählen beispielsweise noch Ermutigung, Glaube, Helfen, Gebet, Leitung oder Barmherzigkeit.

### Gastfreundschaft im Islam

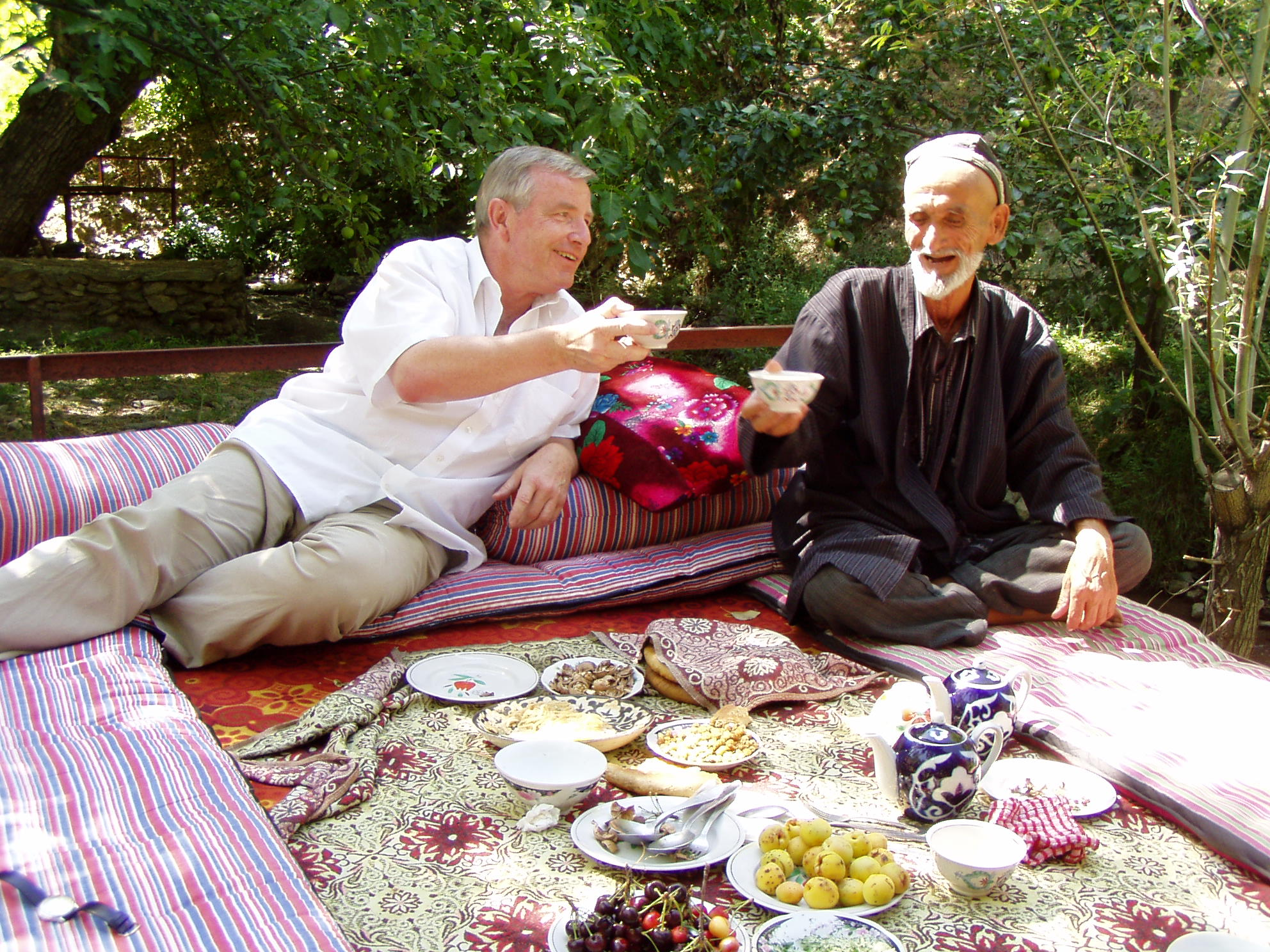
Gastfreundschaft in Usbekistan

Bereits in den altarabischen Religion vor Mohammed bestand die Pflicht des Hausherren, den Durchreisenden zu beherbergen. Daraus leitete sich in islamischer Zeit die Institution des Asyls innerhalb eines Heiligtums ab, das hoch respektiert wurde. Es erstreckte sich dann auf alle Muslime aus den Gebieten, die nicht unter islamischem Recht stehen (Dār al-Harb). Der Koran stellt den Reisenden als „Sohn des Weges“ in der Liste der Empfänger des Zakat besonders heraus:

„Wahrlich, die Almosen sind nur für die Armen und Bedürftigen und für die mit der Verwaltung (der Almosen) Beauftragten und für die, deren Herzen gewonnen werden sollen, für die (Befreiung von) Sklaven und für die Schuldner, für die Sache Allahs und für den Sohn des Weges; (dies ist) eine Vorschrift von Allah. Und Allah ist Allwissend, Allweise.“

## Motiv der Gastfreundschaft in der Kunst
Gastfreundschaft ist Thema zahlreicher literarischer Werke:
Die Ballade Die Füße im Feuer von Conrad Ferdinand Meyer beschreibt, wie einem Reiter in stürmischer Nacht Unterschlupf gewährt wird, obwohl er der Familie großen Schaden zugefügt hat.
Die Erzählung Mateo Falcone von Prosper Mérimée schildert, wie sich ein flüchtiger Korse in einer Hütte versteckt und wie das Gastrecht durch den Sohn des Besitzers gebrochen wird. Mérimée schildert die inneren Kämpfe des Jungen einerseits und die zwingende Reaktion des Vaters andererseits, die auf ein Reinwaschen der Familienehre durch Tötung hinausläuft.
Die Kurzgeschichte Der Gast von Albert Camus spielt in den 1950er Jahren, kurz vor Beginn des Algerienkrieges. Ein Lehrer bekommt gegen seinen Willen von einem Polizisten einen Häftling ausgehändigt mit der Maßgabe, ihn zur nächstgelegenen Präfektur zu bringen, und der vermeintlich freien Wahl, dem Befehl zu gehorchen oder sich ihm zu widersetzen. Der Lehrer nimmt den Häftling bei sich als Gast auf. Am nächsten Tag zeigt er ihm an einer Weggabelung beide Wege, den zur Präfektur und den in die Freiheit. Da er in einem Dilemma zwischen rechtsstaatlichem Empfinden und Gastrecht steht, gibt er die Qual der Entscheidung an den Gast weiter. Doch auch der weiß, dass das Gastrecht von ihm verlangt, seinen Gastgeber nicht zu schädigen, und schlägt den Weg ins Gefängnis ein.
Auch der Stummfilm Verflixte Gastfreundschaft mit Buster Keaton setzt sich mit dem Thema auseinander. William McKay, gespielt von Buster Keaton, wird nur durch das traditionelle Gesetz der Gastfreundschaft davor geschützt, im Haus der Canfields, seiner Widersacher, erschossen zu werden.

## Gastfreundschaft und Einwanderung
Ein Zusammenhang besteht auch zwischen Gastfreundschaft und der Bereitschaft zur Integration von Ausländern und anderen Fremden im eigenen Land. Gastfreundschaft und Fremdenfeindlichkeit scheinen unvereinbare Gegensätze zu sein.

## Gastfreundschaft in der Kritik
Die Gastfreundschaft hat zwar viele Fürsprecher, ist aber dennoch umstritten. Dionysos Chrysostomos zum Beispiel entlarvt die Gastfreundschaft – zumindest bei den Wohlhabenden – als schönen Schein: In Wirklichkeit gehe es bei der Gastfreundschaft darum, eigene Leistungen mit hohem Zins zurückzubekommen. Chrysostomos belegt seine These mit Beispielen aus der Praxis und aus der Literatur seit Homer.
Auch das Gegenteil kann der Fall sein. Wenn der Gast um vieles wohlhabender ist als der Gastgeber, so „erzwingt“ er sich auf subtile Weise mitunter eine zuvorkommende Behandlung, ohne dass dies ausgesprochen oder offen signalisiert werden muss. Die „Freundlichkeit“ des Gastgebers ist dann in Wirklichkeit nichts anderes als eine verborgene Furcht vor der Macht seines Gegenübers.

## Zitat
„Reine und unbedingte Gastfreundschaft, die Gastfreundschaft selbst, öffnet sich, sie ist von vorneherein offen für wen auch immer, der weder erwartet noch eingeladen ist, für jeden, der als absolut fremder Besucher kommt, der ankommt und nicht identifizierbar und nicht vorhersehbar ist, alles andere als das.“